# Thiên hoàng Kanmu
Thiên hoàng Hoàn Vũ (桓武天皇 (Hoàn Vũ Thiên hoàng) Kanmu-Tennō, 4 tháng 2 năm 736 – 9 tháng 4 năm 806) là Thiên hoàng thứ 50 của Nhật Bản theo danh sách thứ tự kế thừa. Kanmu trị vì từ năm 781 đến 806.

## Tường thuật truyền thống
Tên thật (imina ) của Kanmu là Thân vương Yamabe. Ông là con trai cả của Thiên hoàng Quang Nhân. Mẹ ông là Yamato no Niigasa (tên khác là Takano no Niigasa), hậu duệ đời thứ 10 của vua Bách Tế (Triều Tiên) là Muryeong.
Năm 770, Thiên hoàng Quang Nhân lên ngôi, phong anh khác mẹ Yamabe là Thân vương Osabe làm Thái tử. Mẹ Osabe là Công chúa Ikami, con gái của Thiên hoàng Shōmu được tấn phong hoàng hậu. Không lâu sau, năm 772, Kōnin phế truất hai mẹ con Osabe, đem giam ở tỉnh Yamato. Thế là Yamabe trở thành Thái tử. Ông cưới người em khác mẹ (con gái Ikami) là Sakahito làm Thái tử phi. Năm 781, Thiên hoàng Quang Nhân nhường ngôi cho Yamabe. Yamabe lên ngôi tức Thiên hoàng Kanmu, chỉ định em trai là Thân vương Sawara làm người nối ngôi. Bấy giờ, chắt Thiên hoàng Thiên Vũ là Hikami no Kawatsugu (con của thân vương Shioyaki với Fuwa, con gái Thiên hoàng Shōmu) lập mưu phế truất Kanmu, nhưng âm mưu bị phát giác. Kanmu bắt Kawatsugu cùng mẹ đi dày. Đến năm 785, nhà vua lại trục xuất và đày ải Sawara.
Thiên hoàng Kanmu có 16 hoàng hậu và nhiều phu nhân, sinh ra 32 người con gồm trai lẫn gái. Trong số đó, ba người con trai cuối cùng sẽ lên ngai vàng Thiên hoàng: Thiên hoàng Heizei, Thiên hoàng Saga và Thiên hoàng Junna. Một vài người cháu nội của Thiên hoàng Kanmu lần đầu được ban cái tên Taira năm 825 hay muộn hơn. Sau đó, con cháu của Thiên hoàng Nimmyō, Thiên hoàng Montoku, và Thiên hoàng Kōkō cũng được ban họ này. Đặc trưng các chi từ các Thiên hoàng này được thể hiện bằng thụy hiệu của Thiên hoàng trước chữ Heishi. Vd: Kanmu Heishi. Nhà Taira là một trong bốn gia tộc quan trọng thống trị nền chính trị Nhật Bản suốt thời Heian (794-1185) – ba nhà còn lại là Fujiwara, Tachibana và Minamoto.

## Trị vì
Ngày 30/4/781, Thiên hoàng Kōnin thoái vị và nhường ngôi cho con trai, hoàng tử Yamabe. Hoàng tử lên ngôi Thiên hoàng, lấy hiệu là Kanmu. Kanmu đổi niên hiệu mới là Ten'ō nguyên niên (781). Vừa lên ngôi, ông đưa Nho giáo thành quốc giáo. Từ năm 781, vua Bột Hải Văn Vương tăng cường ngoại giao và thương mại với Nhật Bản hòng gây sức ép với địch thủ Tân La ở mặt Nam. Người Bột Hải tự hào là người thừa kế của Cao Câu Ly. Các thư tín gửi cho Thiên hoàng Nhật Bản chỉ ra rằng các vị vua Bột Hải tự nhận mình là "vua Cao Câu Ly".
Ngày 28/7/782, Kanmu đổi niên hiệu thành Enryaku nguyên niên. Lúc này ở cung đình đã diễn ra cuộc đảo chính do các đại thần mà cầm đầu là Fujiwara no Uona chống lại Thiên hoàng trẻ tuổi. Cuộc đảo chính thất bại, nó Uona rời đất nước đi lưu vong. Fujiwara no Tamaro được cử làm Udaijin. Cũng trong niên hiệu này, Thiên hoàng cử Shogun Sakanoue no Tamuramaro (758-811) dẫn đầu một đoàn thám hiểm quân sự chống lại Emishi.
Năm 784, Thiên hoàng dời đô từ Nara đến Nagaoka-kýō để tiện việc xây dựng các đền thờ, chùa Phật giáo. Việc tại sao chọn vùng Nagaoka làm kinh đô mới thì có lối giải thích là cả Thiên hoàng Kanmu lẫn người chỉ huy việc xây cất cung điện (Fujiwara no Tanetsugu) đều có mẹ gốc nhập cư xuất thân tự vùng này. Họ có liên hệ mật thiết với cánh nhà Hata tức một thế lực đến từ lục địa. Đồng thời, Kanmu ra sắc lệnh hạn chế số lượng các tu sĩ Phật giáo. Động thái dời đô và xây dựng nhiều đền đài làm nhân dân khánh kiệt, một trận lũ tràn qua làm ngập một nửa thành phố Nagaoka và nhân dân đói khổ. Trong năm này (784), Kanmu mở các lớp dạy người dân học kinh Xuân Thu của Trung Hoa. Thiên hoàng khuyến khích sử dụng hai bài luận của Trung Hoa: Kung-yang and Ku-liang, làm công cụ mở rộng phạm vi của mình ảnh hưởng đến những vùng đất man rợ, do đó có sự hài lòng của người dân Nhật Bản.
Năm 789, Nhật Bản liên tiếp hứng chịu hạn hán và nạn đói triền miên. Các đường phố của thủ đô đã bị tắc với người bệnh, người đói chết tràn lan. Nhiều người đói và mất của cải đó mùa màng thất bát đã phải tham gia quân đội triều đình, lao động cưỡng bức xây dựng các đền đài. Một số lớn người dân cải trang làm tu sĩ Phật giáo để trốn tránh. Cũng trong năm nay, một cuộc khởi nghĩa lớn của nhân dân chống triều đình nổ ra mạnh mẽ, nhiều lần đánh bại quân đội Thiên hoàng.
Năm 793, Dưới sự lãnh đạo của Dengyō, dân phu bắt đầu xây dựng Đền Enryaku
Tháng 10/794, Thiên hoàng Kanmu thiên đô đến thủ đô mới và đến ngày 8/11/794, ông đặt tên thủ đô mới này là Heian-kyō (Bình An kinh). Lý do của việc dời đô này là vì ở Nagaoka, triều đình Thiên hoàng gặp nhiều biến cố. Hơn nữa, dịch đậu mùa và điều kiện khí hậu không thuận tiện cho việc canh tác kéo dài nạn mất mùa thêm nhiều năm.
Ngày 17/11/794, Thiên hoàng Kanmu cưỡi xe ngựa từ Nara đến thủ đô mới Heian-kyō trong một đám rước lớn. Điều này đánh dấu sự khởi đầu của thời đại Heian.
Kanmu cũng tài trợ cho chuyến đi của các nhà sư Saicho (Tối Trừng) và Kūkai đến Trung Quốc để rồi một thời gian sau, họ về nước để hình thành các chi nhánh của Nhật Bản, tương ứng phái Tendai và phái Phật giáo Shingon.
Từ năm 795, vua Bột Hải Khang Vương của vương quốc Bột Hải có các hoạt động thương mại với Nhật Bản và cũng thường xuyên cử sứ thần sang Nhật Bản.
Năm 796, sứ giả từ vương quốc Bột Hải (đời vua Bột Hải Khang Vương) đến Nhật Bản (đời Thiên hoàng Kanmu) tuyên bố rằng vương quốc Bột Hải đã khôi phục toàn bộ lãnh thổ Cao Câu Ly cũ và quyền lực của người cai trị Bột Hải giờ đã lan ra bên kia Liêu Hà. Vương quốc Bột Hải đến chiếm các lưu vực sông Tùng Hoa và sông Ussuri cũng như toàn bộ vùng ven biển liền kề dọc theo Biển Nhật Bản (Đông Hải).
Năm 803, vua Tân La Ai Trang Vương của nước Tân La lập liên minh với Nhật Bản.
Ngày 5/2/806, Thiên hoàng Kanmu băng hà, thọ 70 tuổi. Kế nhiệm ông là con trai, Thiên hoàng Heizei.